# المواصلات في مليلية
مليلية هي مدينة مستقلة تقع في شمال أفريقيا . يوجد بها مطار وميناء وطرق.

## النقل الجوي

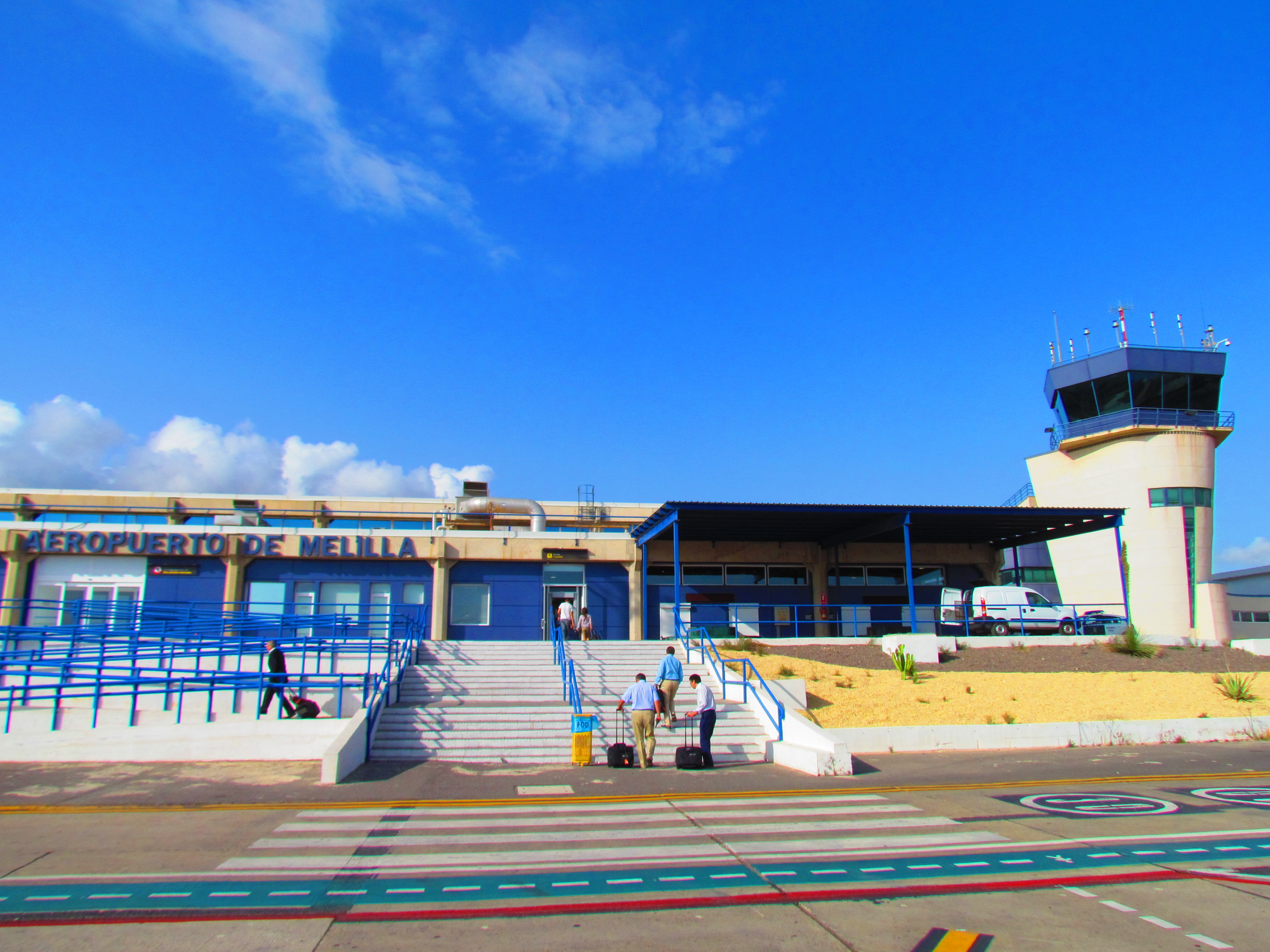
محطة مطار مليلية

يوجد في مليلية مطار وطني وهو مطار مليلية ( IATA) : MLN ، منظمة الطيران المدني الدولي : GEML )، والذي يحتوي على مدرج ممهد ومحطة طرفية. لديها رحلات إلى مدريد ، برشلونة ، مالقة ، جران كناريا ، وبالما دي مايوركا . 
بعض شركات الطيران التي لديها مطار مليلية كمركز لها هي: Melilla Airlines ، Ryjet ، Airmel أو Pauknair .

## النقل البحري
يوجد ميناء مع وصلات العبارات إلى مالقة وألميريا وموتريل .

## الطرق
يبلغ طول الطرق في مليلية 28 كيلومترًا. ومن بين هذه الكيلومترات، هناك 27 طريقًا ذات مسار واحد في كل اتجاه، وكيلومتر واحد فقط يحتوي على مسارات متعددة. لا توجد طرق سريعة أو طرق سريعة في جميع أنحاء المدينة المستقلة. 

### المعابر الحدودية

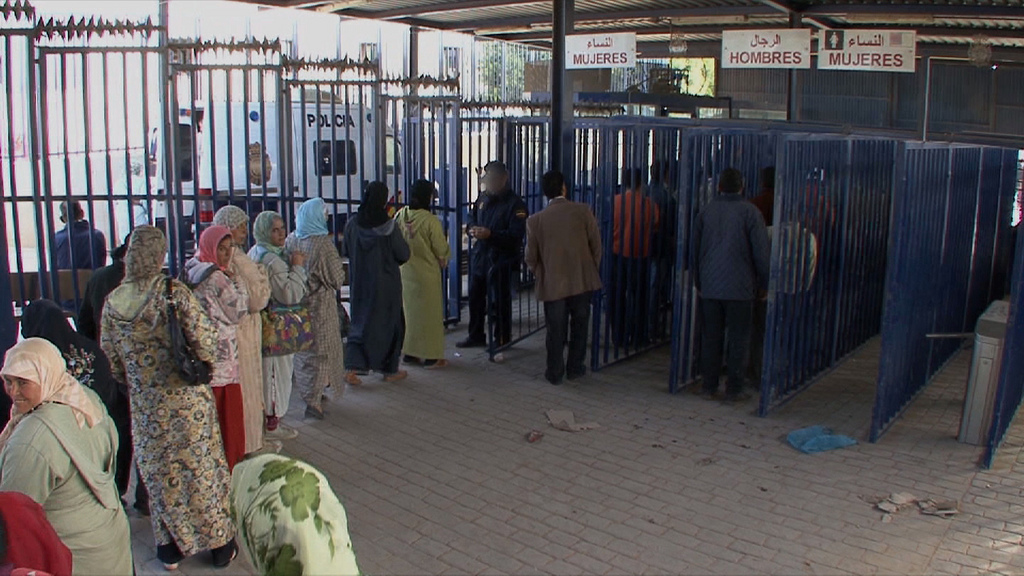
المعبر الحدودي بين مليلية وبني أنصار

هناك أربعة معابر حدودية بين مليلية والمغرب ، أهمها معبر بني أنصار .

## النقل بالسكك الحديدية
لا يوجد سكك حديدية في مليلية.

## حافلة
توجد في مدينة مليلية 6 خطوط حافلات: 
- الخط 1: الحي الصيني - غارسيا كابريلس
- الخط 2: ساحة إسبانيا - حدود بينينزار
- الخط 3: ريال - جنرال مارينا
- الخط 5: بلازا توريس كيفيدو - كابريريزاس
- الخط 6: بلازا توريس كيفيدو - ماريغواري
- الخط 7: غارسيا كابريلس - فرحانة